# Neoperla distincta
Neoperla distincta är en bäcksländeart som beskrevs av Peter Zwick 1983. Neoperla distincta ingår i släktet Neoperla och familjen jättebäcksländor. Inga underarter finns listade i Catalogue of Life.